# Horssjön, Filipstads kommun
Horrsjön (även Horssjön) är en by i Filipstads kommun vid Lilla Horssjön och vid inlandsbanan mellan Lesjöfors och Persberg. 
Tidigare fanns här Horrsjöhyttan, som var en järnhytta mellan 1606 och 1847.